# Norodom Kantol
Prinz Norodom Kantol (Khmer: នរោត្តម កន្តុល; * 15. September 1920 in Phnom Penh, Kambodscha; † 1976) war ein kambodschanischer Politiker der Sozialistischen Volksgemeinschaft Sangkum (សង្គមរាស្ត្រនិយម), der unter anderem zwischen 1962 und 1966 Premierminister von Kambodscha war.

## Leben
Prinz Norodom Kantol war ein Urenkel von Norodom I., der zwischen 1860 und 1904 König von Kambodscha war. Sein jüngerer Bruder war Prinz Norodom Virija, der 1966 für einige Zeit das Amt des Außenministers bekleidete. Er engagierte sich in der 1955 von König Norodom Sihanouk gegründeten Sozialistischen Volksgemeinschaft Sangkum (សង្គមរាស្ត្រនិយម). 
Am 6. Oktober 1962 übernahm er von Chau Sen Cocsal Chhum das Amt des Premierministers und hatte dieses bis zu seiner Ablösung durch Lon Nol am 25. Oktober 1966 aus. Während dieser Zeit übernahm er in seinem Kabinett zugleich zwischen 1962 und 1964 sowie erneut von 1965 bis 1966 das Amt des Außenministers. Gleichzeitig bekleidete er zwischen 1965 und 1966 auch das Amt des Innenministers. 1976 verschwand Prinz Norodom Kantol und wurde vermutlich von der Roten Khmer ermordet.

## Weblink
- Eintrag in rulers.org